# عادل الهادي
عادل الهادي (18 يناير 1980) لاعب كرة قدم جزائري ويلعب حاليا في نادي شباب أوراس باتنة في الرابطة الجزائرية المحترفة الأولى لكرة القدم. 

## روابط خارجية
- عادل الهادي على موقع قاعدة بيانات كرة القدم.إي يو (الإنجليزية)
- عادل الهادي على موقع ناشيونال فوتبول تيمز (الإنجليزية)